# Landéhen
Landéhen (tiếng Breton: Landehen) là một xã của tỉnh Côtes-d’Armor, thuộc vùng Bretagne, tây bắc Pháp.

## Dân số
Người dân ở Landéhen được gọi là Landéhennais.